# Pleuridium lindigianum
Pleuridium lindigianum är en bladmossart som beskrevs av David Maughan Churchill 1988. Pleuridium lindigianum ingår i släktet sylmossor, och familjen Ditrichaceae. Inga underarter finns listade i Catalogue of Life.